# Веретено деления

Веретено деления почкующихся дрожжей

Веретено́ деле́ния — динамичная структура, которая образуется в митозе и мейозе для обеспечения сегрегации (отделения) хромосом и деления клетки. Типичное веретено является биполярным — между двумя полюсами образуется веретенообразная система микротрубочек. Микротрубочки веретена присоединяются к кинетохорам хроматид в области центромер и обеспечивают движение хромосом по направлению к полюсам.
Веретено образуют три основных структурных элемента: микротрубочки, полюса деления и хромосомы. В организации полюсов деления у животных участвуют центросомы, содержащие центриоли. У растений, а также в ооцитах некоторых животных центросомы отсутствуют, и образуется ацентросомальное веретено с широкими полюсами. Важную роль в формировании веретена играют моторные белки, относящиеся к семействам динеинов и кинезинов.
Полноценное веретено деления образуется на стадии прометафазы после разрушения ядерной мембраны, когда цитоплазматические микротрубочки и центросомы (у животных) получают доступ к хромосомам и другим компонентам веретена. Исключение составляет веретено деления почкующихся дрожжей, которое формируется внутри ядра.

## Структура
Веретено деления типичной клетки млекопитающих состоит из трёх структурных элементов — центросом, микротрубочек и хромосом, — которые образуют симметричную биполярную структуру. На полюсах веретена располагаются центросомы — небольшие органеллы, функционирующие как центры организации микротрубочек. Каждая центросома состоит из пары центриолей, окруженных множеством разных белков. Между полюсами веретена находятся конденсированные хромосомы, состоящие из пары хроматид, скреплённых в области центромеры. На центромерных участках хромосом находятся кинетохоры — сложные структуры, отвечающие за прикрепление к микротрубочкам веретена.
Веретено деления состоит из двух полуверетён. Полуверетено образуется из поляризованных микротрубочек. Отрицательные минус-концы микротрубочек собираются на полюсах веретена вокруг центросом. Плюс-концы микротрубочек отдаляются от двух полюсов и пересекаются в средней экваториальной части веретена. У большинства позвоночных полуверетено состоит из 600—750 микротрубочек, 30—40 % которых заканчиваются на кинетохорах. Микротрубочки, которые соединяют полюса веретена с кинетохорами хромосом, называются кинетохорными. Причём каждый кинетохор при образовании веретена связывается с множеством микротрубочек и образует кинетохорный пучок. Микротрубочки, которые располагаются между полюсами и не присоединяются к кинетохорам, называются межполюсными. Часть микротрубочек веретена образует вокруг каждого полюса радиальные структуры, называемые звёздами или астерами. Такие микротрубочки называются астральными.
У растений, а также в ооцитах некоторых животных центросомы отсутствуют, и образуется ацентросомальное веретено с широкими полюсами. Также на полюсах ацентросомального веретена отсутствуют астральные микротрубочки. В остальном структура веретена растительной клетки соответствует структуре веретена животной клетки.

## Сборка веретена деления

### Начало сборки веретена в профазе
Сборка веретена деления начинается в профазе. Однако на данном этапе образование полноценного веретена невозможно по причине изоляции хромосом, а также важных моторных, регуляторных и стабилизирующих белков внутри ядра.
У растений, по причине отсутствия центросом, роль центра организации микротрубочек в профазе выполняет ядерная оболочка. Микротрубочки собираются вблизи поверхности ядра и к окончанию профазы ориентируются вдоль оси будущего веретена деления, образуя так называемое профазное веретено .
В животных клетках центром организации микротрубочек является центросома. Поэтому образование веретена деления начинается с разделения и расхождения пары центросом во время профазы. Расхождение центросом в профазе обеспечивают моторные белки динеины. Они закрепляются на внутренней стороне клеточной мембраны и на внешней поверхности ядра. Закреплённые в мембране динеины присоединяются к астральным микротрубочкам и движутся в направлении минус-конца микротрубочки. За счёт этого центросомы перемещаются к противоположным участкам клеточной мембраны и расходятся дальше друг от друга.

### Сборка веретена в прометафазе
1. Нуклеация микротрубочек вблизи хромосом.
2. Соединение и сортировка антипараллельных микротрубочек при участии кинезина-5.
3. Кинезины-4 и -10, закреплённые на плечах хромосом, также участвуют в сортировке и отдаляют минус-концы микротрубочек.
Сборка веретена зависит от двух ключевых процессов. Во-первых, от формирования биполярного скопления микротрубочек вокруг хромосом. Во-вторых, от прикрепления хромосом к микротрубочкам от противоположных полюсов деления. Присоединение сестринских хроматид к микротрубочкам является неотъемлемой частью процесса сборки веретена. Однако, хромосомы и многие моторные и другие белки, участвующие в формировании полноценного веретена деления изолированы внутри клеточного ядра. А микротрубочки и центросомы (у животных) находятся в цитоплазме. Таким образом, сборка веретена зависит от разрушения ядерной оболочки в прометафазе.
Исключение составляет веретено деления почкующихся дрожжей, которое формируется внутри ядра.

#### Самоорганизация веретена
У всех эукариот сборка биполярного веретена деления зависит по большей части от способности компонентов веретена к самоорганизации. Самоорганизация — единственный механизм сборки веретена деления в клетках лишённых центросом. Сборка биполярного веретена без участия центросом называется ацентросомальной. Она характерна для высших растений, а также наблюдается при мейозе на ранних стадиях развития некоторых животных. Более того, предполагается, что самоорганизация микротрубочек является преобладающим механизмом сборки веретена, даже в животных клетках, содержащих центросомы.
Самоорганизация веретена начинается после разрушения ядерной мембраны. Цитоплазматические микротрубочки собираются (нуклеируются) вокруг хромосом. Здесь при участии локальных стабилизирующих факторов происходит удлинение накапливающихся микротрубочек. Далее начинается организация микротрубочек с участием трёх групп моторных белков:
- Моторные белки семейства кинезин-5[англ.] (Eg5) связываются с двумя противоположно ориентированными микротрубочками и одновременно движутся в направлении плюс-конца каждой из них. В итоге происходит сортировка антипараллельных поляризованных микротрубочек и их «сшивка» в районе плюс-конца.
- Хромокинезины — белковые моторы семейства кинезин-4 и -10, локализованные на плечах хромосом, — связывают микротрубочки находящиеся вблизи хромосом и перемещаются в направлении плюс-конца микротрубочки. Тем самым плечо хромосомы оказывается связано с плюс-концом микротрубочки, а минус-конец оказывается дистанцирован от хромосомы.
- Третья группа моторных белков перемещается в направлении минус-концов микротрубочек и обеспечивает связку минус-концов на полюсах веретена. К данной группе моторов относятся цитоплазматические динеины, кинезин-14. Динеин участвует в фокусировке полюсов деления совместно с многочисленными ядерными белками, например NuMA1[англ.] (англ. Nuclear Microtubule-Associated protein 1).

#### Сборка с участием центросом
Во многих животных клетках, включая человеческие, в сборке веретена участвуют центросомы, являющиеся полюсами веретена деления. Также как и при сборке ацентросомального веретена, моторные и другие белки участвуют в самоорганизации микротрубочек в биполярную структуру, которая фокусируется с помощью минус-концов микротрубочек в области центросом. Центросомы при этом тоже участвуют в сборке веретена и способствуют формированию полюсов деления, но не являются неотъемлемым компонентом веретена, так как процесс сборки может протекать даже при инактивации центросом.
В зависимости от времени расхождения центросом относительно момента разрушения ядерной оболочки выделяют два механизма образования веретена:
1. Если ядерная оболочка разрушается до начала расхождения центросом, то высвободившиеся хромосомы распределяются по цитоплазме, и образуется «однополюсное» веретено с микротрубочками, расходящимися от спаренных центросом. Дальнейшее образование двухполюсного веретена происходит за счёт сил отталкивания перекрывающихся микротрубочек и под действием тянущих сил астральных микротрубочек. Отталкивающее усилие между перекрывающимися микротрубочками создаётся кинезиноподобными белками Eg5. Тянущие силы, приложенные к астральным микротрубочкам, создаются цитоплазматическими динеинами, закреплёнными на внутренней поверхности клеточной мембраны.
2. Второй вариант сопряжён с расхождением центросом и образованием первичного веретена до разрушения ядерной оболочки. Первичное веретено образуется за счёт тянущих сил астральных микротрубочек, которые создаются цитоплазматическими динеинами, закреплёнными на внутренней поверхности клеточной мембраны и на поверхности ядерной оболочки. Направление расхождения центросом задаётся актиновыми филаментами, которые взаимодействуют с миозином, расположенным в самих центросомах или вдоль микротрубочек. Первичное веретено является нестабильным. Для его устойчивости необходимо взаимодействие с кинетохорами хромосом и другими белками, находящимися внутри клеточного ядра.

#### Присоединение хромосом к веретену
Наиболее изучен механизм присоединения хромосом к веретену в животных клетках, содержащих центросомы. Во время профазы вокруг центросом формируется звёздчатая структура из микротрубочек, расходящихся в радиальном направлении. Область ядра после разрушения ядерной мембраны активно зондируется динамически нестабильными микротрубочками, которые захватываются кинетохорами хромосом. Часть хромосом быстро связывается с микротрубочками от противоположных полюсов. Другая часть хромосом сначала присоединяется к микротрубочкам исходящим от одного из полюсов. После чего перемещается в направлении соответствующего полюса. Затем связанные с одним полюсом хромосомы захватывают микротрубочки от противоположного полюса. В процессе метафазы к каждому кинетохору присоединяется порядка 10—40 микротрубочек, которые образуют кинетохорный пучок. Все хромосомы оказываются связанными с противоположными полюсами деления и собираются в метафазную пластинку в центре веретена.
Существует также альтернативная модель присоединения кинетохоров к веретену, подходящая как для клеток с центросомами, так и для клеток лишённых центросом. Согласно этой модели вблизи хромосом происходит нуклеация коротких микротрубочек при участии гамма-тубулинового кольцевого комплекса. Своим плюс-концом микротрубочки встраиваются в кинетохоры. Вслед за этим происходит регулируемый рост (полимеризация) микротрубочек. Удлиняющиеся минус-концы микротрубочек «сшиваются» и фокусируются в области полюсов деления при участии моторных белков. Центросомы (в случае их наличия) способствуют присоединению кинетохорных микротрубочек к полюсам деления.

#### Биполярная ориентация сестринских хроматид
Для равного распределения хромосом между дочерними клетками, важно, чтобы кинетохоры парных хроматид были присоединены к микротрубочкам, исходящим от противоположных полюсов. Нормальное биполярное прикрепление кинетохоров к противоположным полюсам называется амфителическим. Однако в процессе сборки веретена могут возникать иные прикрепления хромосом. Присоединение одного кинетохора к одному полюсу деления называется монотелическим. Присоединение сразу двух кинетохоров одной хромосомы к одному полюсу деления называется синтелическим. Возможно также и меротелическое прикрепление, при котором один кинетохор соединяется сразу с двумя полюсами.
Неверное присоединение отчасти предотвращается за счёт самой геометрии сестринских кинетохоров, которые находятся на противоположных сторонах центромерной области хромосом. К тому же неправильные прикрепления являются нестабильными и обратимыми, а нормальное биполярное крепление кинетохоров является стабильным. Стабильное соединение достигается за счёт сил натяжения, исходящих от противоположных полюсов деления. Основным компонентом регуляторной системы, ответственной за правильное присоединение кинетохоров к противоположным полюсам, является протеинкиназа aurora B.